# Pholoe anoculata
Pholoe anoculata är en ringmaskart som beskrevs av Hartman 1965. Pholoe anoculata ingår i släktet Pholoe och familjen Pholoidae. Inga underarter finns listade i Catalogue of Life.